# Бенардос, Пантелеймон Егорович
Пантелеймон Его́рович Бенардо́с (1761—1839) — русский военный полковой командир во время Отечественной войны 1812 года, генерал-майор Российской императорской армии.

## Биография
Пантелеймон Бенардос родился в 1761 году в Морее; происходил из греческих дворян. Получив первоначально домашнее воспитание, Бенардос двенадцати лет от роду поступил в греческую гимназию, учрежденную при Артиллерийском корпусе, откуда был выпущен в 1781 году прапорщиком в Шлиссельбургский пехотный полк и прослужил в этом полку пять лет, а затем, в чине подпоручика, был переведен в 1-й батальон Екатеринославского егерского корпуса.
В 1788 году, в чине капитана, он находился на гребной флотилии и участвовал в морских сражениях с турками у Очакова, а затем в сухопутных действиях при обложении этой крепости. В следующем году ему пришлось принять участие в сражении при Каушанах и при взятии Аккермана и Бендер.
В 1790 году Бенардос участвовал при взятии Измаила и за отличие, оказанное им при штурме этой крепости, был награждён чином секунд-майора и похвальным листом. Вскоре за тем он был переведен в Киевский гренадерский полк и в рядах его принял участие в польской войне, причём в 1792 году неоднократно принимал непосредственное участие в битвах с неприятелем.
6 апреля 1794 года, во время восстания в Варшаве, Бенардос был в Праге, заведуя корпусным лазаретом. Узнав о происшедшем, он немедленно направился с вверенным ему лазаретом в Пруссию и, переправившись через реку Нарев, прибыл в Плоцк, где принял все меры предосторожности относительно польских повстанцев, наводнявших окрестности этого местечка. За своевременную распорядительность и энергию, проявленную при этом, Бенардос получил благодарность генерала И. Е. Ферзена.
В 1802 году, в чине полковника, он был переведен в Нижегородский пехотный полк, а в начале 1806 года был назначен шефом Владимирского полка, с которым и принял участие в войнах с Францией.
14 декабря 1806 года он сражался при Голымине и за отличие был награждён золотою шпагою с надписью «за храбрость».
27 января 1807 года при Прейсиш-Эйлау Владимирский полк был одним из наиболее отличившихся, а Бенардос получил в награду орден Святой Анны 2-го класса.
24 мая он, под командою Д. С. Дохтурова, сражался при Ломиттене (эпизод сражения при Гуттштадте) и был награждён орденом Святого Владимира 3-го класса.
Деятельное участие принимал Бенардос также в сражениях при Гейльсберге и Фридланде, причём под Фридландом был ранен ружейною пулей в левую ногу, а за отличие, оказанное в этих сражениях, был награждён орденом св. Анны 2-го класса, украшенным бриллиантами.
В конце 1807 года Бенардос был произведен в генерал-майоры с утверждением в должности шефа Владимирского пехотного полка.
В 1812 году Бенардос с своим полком участвовал в сражениях под Брест-Литовском и при Кобрине. Особенно отличился полк 31 июля, в сражении при Городечне, за которое получил георгиевские трубы, а шефу был пожалован орден Святой Анны 1-го класса.
16 ноября Бенардос участвовал в сражении при Стахове, а затем в безостановочном преследовании остатков французской армии до города Вильны.
В 1813 году Бенардос участвовал в осаде Торна и за отличие получил Высочайшее благоволение, затем участвовал в сражениях при Кенигсварте и Бауцене, а в 1814 году при Бриенне и Ла-Ротьере, причём в последнем сражении был ранен.
1 сентября 1814 года Бенардос был зачислен по армии, а через два года после этого, по прошению из-за ранений, был уволен в отставку.
Помимо перечисленных орденов он ещё имел орден Святого Георгия 4-го класса, пожалованный ему за двадцатипятилетнюю службу в офицерских чинах (1802).
Пантелеймон Егорович Бенардос умер в 1839 году.

## Семья
Отец, предположительно, - генерал-майор Георгий Андреевич Бенардос; 15.03.1802-18.05.1803 - командир Киевского гренадерского полка; генерал-майор с 18.05.1803. Жена - Анна. Дети: Иван (23.06.1815, Киев), Николай - полковник. Внук - Николай Николаевич Бенардос (1842-1905). 